# ОШ „Милан Ђ. Милићевић” Београд
ОШ „Милан Ђ. Милићевић” Београд се налази у Београду, градској општини Вождовац. Отворена је у септембру 2002. Добила је има по српском књижевнику Милану Ђ. Милићевићу.

## О школи
Енглески језик се учи од 1. а њемачки од 5. разреда. Ученицима су на распољагању сала и терени за одбојку и кошарку. За ученике првог и другог разреда организован је продужени боравак. У оквиру школе се организује више од 20 секција, од глуме до информатике.